# خوسيه فيدال
خوسيه فيدال (بالإسبانية: José María Vidal)‏ (6 مايو 1935 مدريد إسبانيا - 1 أغسطس 1986 بلنسية إسبانيا) هو لاعب كرة قدم إسباني سابق كان يلعب كلاعب وسط.

## روابط خارجية
- خوسيه فيدال على موقع الاتحاد الأوربي (الإنجليزية)
- خوسيه فيدال على موقع قاعدة بيانات كرة القدم.إي يو (الإنجليزية)
- خوسيه فيدال على موقع ناشيونال فوتبول تيمز (الإنجليزية)
- خوسيه فيدال على موقع عالم كرة القدم.نت (الإنجليزية)